# Sylvain Daniel
Sylvain Daniel (* 1979) ist ein französischer Pop- und Jazzmusiker (E-Bass, Electronics, auch Flügelhorn).

## Leben und Wirken
Daniel hatte ab sieben Jahren Musikunterricht am CNR in Nantes. Nach zehn Jahren der Beschäftigung mit klassischer Musik, begann er sich autodidaktisch mit dem E-Bass zu beschäftigen. 1999 ging er mit Julien Lourau auf Tournee und wirkte bei dessen Album Gambit mit. Nach seinem Umzug nach Paris arbeitete er mit der Künstlergruppe Les Falaises und u. a. mit Maxime Delpierre, Philippe Gleise und Laurent Bardaine, woraus die Formation Soulreactive hervorging, die ein Album für das Label Chief Inspector einspielte. 2005 arbeitete er mit Pop- und Chanson-Musikern wie Piers Faccini, Alice Lewis und Kent, in den folgenden Jahren tourte er mit Olivia Ruiz (Album La Femme Chocolat, 2005). Daneben spielte er in verschiedenen Projekten mit Elise Caron (Euridyce Bis 2006), Thomas de Pourquery/Daniel Zimmermann sowie in der Formation Electric Mop. 2008 nahm er mit Julien Lourau und Jeff Sharel das Album Brighter Day auf und wurde in den folgenden Jahren Mitglied des Orchestre National de Jazz unter der Leitung von Daniel Yvinec, zu hören auf Alben wie Around Robert Wyatt (2009), Shut Up and Dance (2010), Piazzolla! (2012) und The Party (2014). 2014 entstand das Trioalbum Killing Spree mit Matthieu Metzger (Saxophon) und Gregoire Galichet (Schlagzeug), das bei Ayler Records erschien. 2018 veröffentlichte er unter eigenem Namen seine Komposition Palimpseste (Voyage imaginaire dans les ruines de Detroit) und 2020 mit einem Quartett plus Streichquartett (sowie Sprecher) das Album Pauca Meae. Julien Lourau holte ihn zu seinem Album Power of Soul: The Music of CTI (2021). Tom Lord verzeichnet im Bereich des Jazz acht Aufnahmen zwischen 2009 und 2018.